# Similoppia halterata
Similoppia halterata är en kvalsterart som beskrevs av Sandór Mahunka 1983. Similoppia halterata ingår i släktet Similoppia och familjen Oppiidae. Inga underarter finns listade i Catalogue of Life.